# Nona cúpula do BRICS
A nona cúpula do BRICS ou nona cimeira do BRICS foi a reunião de cúpula anual dos países membros do BRICS. Teve como sede a cidade chinesa de Xiamen, Fujian, é a segunda vez que a china foi a anfitriã do encontro.